# The Alphabet Killer
The Alphabet Killer is een Amerikaanse thriller uit 2008 onder regie van Rob Schmidt. De hoofdrollen worden vertolkt door Eliza Dushku, Cary Elwes en Tom Malloy. De film is losjes gebaseerd op de alfabetmoorden die tussen 1971 en 1973 plaatsvonden in Rochester.

## Verhaal
Megan Paige en Kenneth Shine verkeren als partner privé in staat van verloving, maar voelen als detectives van het Rochester Police Department zakelijk een grote druk op hun relatie. Na de gruwelijke moord op de 10-jarige Carla Castillo, wier lichaam met wit kattenhaar gevonden in het nabije Churchville, concludeert Megan dat de moord het werk is van een seriemoordenaar, maar noch Kenneth, noch haar andere collega's geloven in het bestaan van "The Alphabet Killer". Gesprekken met Carla's ouders, Jay en Elisa Castillo, brengen geen resultaat.  Megan hallucineert Carla's verschijning, wordt door commandant Ray Gullikson van de zaak gehaald en snijdt na een zenuwinzinking radeloos haar polsen door. Kenneth vindt Megan buiten bewustzijn terug en plaatst haar onder behandeling van psychiater Ellis Parks.
Twee jaar later werkt Megan - haar relatie met Kenneth is verbroken - op de afdeling Archief om de stress veroorzakende factoren op de speurwerkvloer te vermijden. Door haar schizofrenie volgt Megan nog steeds medische behandeling, gebruikt medicijnen om haar hallucinaties te remmen en neemt deel aan een steungroep onder leiding van rolstoeler Richard Ledge. Na de moord op de tienjarige Wendy Walsh, wier lichaam met wit kattenhaar gevonden in Webster, haalt Megan haar meerdere Kenneth, de nieuwe commandant, over haar op de zaak te zetten. Met haar nieuwe partner Steven Harper zoekt de agente naar een link tussen de vermoorde meisjes. Gesprekken met Wendy's ouders, Jim en Kathy Walsh, brengen geen resultaat. Ondanks haar medicijnen kan Megan moeilijk omgaan met de spanningen die haar werk veroorzaakt, maar weigert zich over te geven aan de voorwaarden die Kenneth aan haar tijdelijke promotie stelt: handen thuis van bewijsmateriaal, uit de buurt blijven van getuigen en geen geladen wapen op zak hebben.
Na de moord op de tienjarige Melissa Maestro, wier lichaam met wit kattenhaar gevonden in Mortimer, vindt het speciaal ingestelde rechercheteam verbanden tussen Wendy en Melissa, maar ontbreekt het aan een verband met de twee jaar eerder vermoorde Carla. Nathan Norcross van het Webster Police Department heeft de bevoegdheid over de moord op Wendy, maar stelt zich allesbehalve behulpzaam op tegenover Megan en Stephen, die voor Rochester de ontvoering van het meisje onderzoeken. Het Webster Police Department krijgt een telefoontje van de 19-jarige Elizabeth Eckers, die in een huis gegijzeld wordt gehouden. Megan weet zeker dat de gijzelnemer – een verwarde Len Schaefer die ook zijn moeder Rita Schaefer in gijzeling heeft – niet de "The Alphabet Killer" is en dringt tegen de regels het huis binnen. Nathans agenten zien Len voor het raam verschijnen en schakelen de gijzelnemer genadeloos uit, waarna de kapitein via de media verklaart dat de kinderkiller, met sporen van wit kattenhaar, het leven heeft gelaten. Megan krijgt een nieuwe zenuwinzinking.
Megan is zeker van Websters valse bewijsvoering om de moord op een onschuldig persoon te rechtvaardigen, en gaat zelfstandig verder met het onderzoek naar de "The Alphabet Killer". Megan ontdekt dat Carla, Wendy en Melissa allemaal naar St. Michael's Church in Rochester gingen en bezoekt de kerk, waar ze de pastoor, Father McQuarrie, wil ondervragen, maar opnieuw een zenuwinzinking krijgt. Megan gaat weer het ziekenhuis in, en komt opnieuw onder behandeling van psychiater Ellis Parks. Ze ontsnapt en vlucht naar Richards woning, waar haar vertrouwenspersoon uit de steungroep haar de nacht laat doorbrengen om volledig tot rust te komen. Op Richards nachtkastje stuit de schizofrene speurster op een jaarboek van St. Michael's Church, waarin Carla, Wendy en Melissa als engeltjes en Richard als wiskundeadviseur worden vermeld. Megan beseft dat haar vriend de moordenaar is naar wie ze reeds jaren speurwerk verricht. Richard springt, valide en wel, op uit zijn rolstoel, slaat zijn ongenode bezoekster buiten bewustzijn en rijdt naar de Genesee River om haar op een afgelegen plek om zeep te helpen. Megan komt op tijd bij kennis om zichzelf te bevrijden en schiet haar belager neer met zijn eigen geweer, maar Richard stort in de rivier en zijn lichaam wordt nooit gevonden. Megan krijgt een nieuwe zenuwinzinking en wordt opgenomen in het ziekenhuis, zwaar onder kalmerende middelen en vastgebonden aan een ligtafel.

## Rolverdeling
- Eliza Dushku - Megan Paige
- Cary Elwes - Kenneth Shine
- Tom Malloy - Steven Harper
- Tom Noonan - Ray Gullikson
- Timothy Hutton - Richard Ledge
- Michael Ironside - Nathan Norcross
- Carl Lumbly - Ellis Parks
- Rocco Sisto - Eerwaarde McQuarrie
- Bailey Garno - Carla Castillo
- Brian Scannell - Jay Castillo
- Meltem Cumbul - Elisa Castillo
- Kristina Jewell - Wendy Walsh
- Martin Donovan - Jim Walsh
- Melissa Leo - Kathy Walsh
- Eva Mancarella - Melissa Maestro
- Andrew Fiscella - Len Schaefer
- Cynthia Mace - Rita Schaefer
- Sarah Anderson - Elizabeth Eckers
- Bill Moseley - Carl Tanner

## Achtergrond

### Productie
Tussen 1970 en 1973 werden drie meisjes in Rochester verkracht en vermoord. Hun namen hadden allemaal initialen bestaande uit dezelfde twee letters. Daarom werden dit de alfabetmoorden genoemd.
De film wijkt sterk af van de werkelijke feiten van de alfabetmoorden. Zo staan vooral de persoonlijke aspecten en de impact van de moorden op de hoofdpersonen centraal, en is het politieonderzoek naar de moorden wat naar de achtergrond verdwenen. Schrijver Tom Malloy schreef het script met behulp van een politie-inspecteur gespecialiseerd in moordzaken.
Dushku was vanaf het begin al de eerste keus voor de hoofdrol. De producers kozen bewust acteurs die eerder in films over moorden gespeeld hadden. De opnames vonden plaats in en rond Rochester.

### Uitgave en ontvangst
De film werd uitgebracht op meerdere filmfestivals, waaronder het Internationaal filmfestival van Berlijn en het Screamfest Horror Film Festival. De film werd in de Verenigde Staten in een beperkt aantal bioscopen uitgebracht. De film bracht internationaal  $33.975 op.
De film werd slecht ontvangen door critici. Op Rotten Tomatoes geeft 14% van de beoordelers de film een goede beoordeling.

## Prijzen en nominaties
In 2009 haalde Eliza Dushku voor haar rol in de film de derde plaats bij de Chainsaw Awards voor beste actrice.